# Cserkuti Dávid
Cserkuti Dávid (Budapest, 1974. február 25. –) magyar grafikus, képregényrajzoló.

## Életpályája
Már a főiskola mellett elkezdett illusztrátorként dolgozni. Első képregényét 1994-ben a Nemzeti Egészségvédelmi Intézet felkérésére készítette Haragos Péterrel közösen, Szuper Alakok Regénye címen. Ezt követően publikált a Fülesben, a Ludas Matyiban, a Reader’s Digestben, a Cinemában. Képregényei jelentek meg alkalmi kiadványokban, például Galla Miklós Nagy Holló-Könyvében.
1997-től rendszeresen dolgozik hazai reklámügynökségeknek. Illusztrációi szerepeltek többek közt az Adidas, a Coca-Cola, a Fiat, a Matáv vagy a MOL kampányában. 2001-ben elnyerte a Kinley új arculatának illusztrációs feladatait.
Rajzai felhasználásával készült Dopeman Szeretlek is meg nem is című videóklipje. 2004-től 2008-ig karakterdesignerként és illusztrátorként működött közre az Unicum és az Unicum Next többszörösen díjazott kampányában, amelynek a teljes anyaga megjelent önálló albumban is (Cserkuti Dávid-Gáspár Tamás: Unicum-illusztrációk, Képes Kiadó 2007 december).
Az utóbbi évek szinte valamennyi hazai képregényes kiállításán részt vett. 2005-ben szerepelt a New York-i The Society of Illustrators (Illusztrátorok Társasága) The Art of Storyboard című kiállításán.
Tagja a Magyar Képregény Akadémia elnökségének, szerkeszti az egyesület weboldalát és Pinkhell című hivatalos lapját.
2007-ben Alfabéta-díjat kapott 8 perc című képregényért. Ő készítette a 4. Magyar Képregényfesztivál hivatalos plakátját.

## Képregényei
- A Tranai (írta Kiss Ferenc, Füles, 1998).
- Fohász (írta Péteri Gábor, Pinkhell 0, 2005).
- A torony (írta Fekete Imre, Eduárd fapados képregényújság 2006, majd Pinkhell 2).
- 8 perc (Fekete-Fehér Képregényantológia 5, 2006, majd Pinkhell 2).
- Harc a nagyúrral (Ady Endre verse nyomán, Gáspár Tamással, 2016), online az Életben maradnának honlapon
- Apák napjai (Playboy magazin 2017-2018, 4 egyoldalas)
- Neptunus és a víz nélküli világ (GWP Magyarország Alapítvány, 2019) - angol nyelven is
- Hogy elérjek a napsütötte sávig (Petri György verse nyomán, Szépirodalmi Figyelő 2020/2)

## Egyéb képregényes munkái
- Simon Bisley: The Horned God (elemzés, Buborékhámozó 1, 2007)
- Buborékhámozó 2 (címlap, 2007)
- Pinkhell 4 (hátsó címlap, 2008)
- Nero Blanco Comix 10 (címlap, 2015)